# Льнісно
Льнісно (пол. Lnisno) — село в Польщі, у гміні Ґодзянув Скерневицького повіту Лодзинського воєводства.
Населення — 356 осіб (2011).
У 1975-1998 роках село належало до Скерневицького воєводства.

## Демографія
Демографічна структура станом на 31 березня 2011 року:
|          | Загалом | Допрацездатний вік | Працездатний вік | Постпрацездатний вік |
| -------- | ------- | ------------------ | ---------------- | -------------------- |
| Чоловіки | 166     | 34                 | 114              | 18                   |
| Жінки    | 190     | 38                 | 119              | 33                   |
| Разом    | 356     | 72                 | 233              | 51                   |